# Ampelosaurus
Ampelosaurus („vinný ještěr“, protože fosilie byly objeveny na území vinice) byl rod sauropodního dinosaura, žijícího v období pozdní křídy (maastricht, asi před 72 až 66 miliony let) na území dnešní Francie.

## Popis
Patřil možná do čeledi Titanosauridae či kladu Lithostrotia a byl vybaven pro sauropoda neobvyklým tělním pancířem z osteodermů. Zkameněliny ampelosaura byly poprvé objeveny roku 1989. Dosahoval střední velikosti, délka činila kolem 15 až 16 metrů a hmotnost asi 8 až 10 tun. Objevitelem tohoto dinosaura je francouzský paleontolog Jean Le Loeuff.
V roce 2013 byla za pomoci počítačové tomografie prozkoumána mozkovna tohoto sauropoda, a to včetně stavby šišinky, polokruhovitých kanálků v labyrintu vnitřního ucha a dalších částí mozku.

## Systematické zařazení
V roce 2018 byla publikována odborná práce, která řadí ampelosaura spolu s rody Lirainosaurus a Atsinganosaurus do společné, nově stanovené podčeledi Lirainosaurinae. V roce 2020 se k nim přidal další francouzský sauropod rodu Garrigatitan.

#### Česká literatura
- SOCHA, Vladimír (2021). Dinosauři – rekordy a zajímavosti. Nakladatelství Kazda, Brno. ISBN 978-80-7670-033-8 (str. 107)